# Waar is het paard van Sinterklaas?
Waar is het paard van Sinterklaas? is een Nederlandse jeugdfilm uit 2007, een vervolg op Het paard van Sinterklaas uit 2005. De film werd geregisseerd door Mischa Kamp, Tamara Bos schreef het scenario.

## Verhaal
Het jonge Chinese meisje Winky woont al een poosje in Nederland. Haar ouders hebben een Chinees restaurant. Winky mag tot haar grote genoegen Amerigo, het paard van Sinterklaas, verzorgen, dat in de stal van "oom" Siem en "tante" Cor staat. Haar is beloofd dat ze vanaf haar verjaardag paardrijles krijgt, en ze veronderstelt dat dat op Amerigo zal zijn. Ze heeft daar zo'n zin in dat ze de dagen aftelt. Ze is erg teleurgesteld als op haar verjaardag blijkt dat ze op een pony les krijgt.
De moeder van Winky is zwanger en heeft een te hoge bloeddruk . Ze moet een tijdje naar het ziekenhuis.
Winky heeft een vriendje Bram, die erg geïnteresseerd is in indianen. Klasgenootjes vinden het meisjesachtig dat hij een ketting draagt, maar Winky is het met Bram eens dat het een indianenketting is, geen meisjesketting.
Op een dag gaat Winky zonder toestemming op Amerigo rijden. Het gaat goed, tot het paard schrikt van Brams hond Winnetou en steigert, waardoor Winky eraf valt, en ervandoor gaat. Ze gaat Amerigo zoeken maar kan hem niet vinden. Ze durft aan niemand te vertellen wat er gebeurd is, maar tante Cor voelt haar aan de tand, waarna ze het opbiecht. Oom Siem gaat ook zoeken maar kan het paard ook niet vinden. Winky krijgt ruzie met Bram over het voorval, maar ze leggen het weer bij en Bram helpt mee met zoeken. Ook Samir, de jonge medewerker van Winky's vader, helpt mee. Ondertussen krijgt Winky een zusje maar ze heeft er niet zoveel aandacht voor. Uiteindelijk wordt het paard gevonden in de tuin van oom Jacob, een cafébezoeker. De relatie tussen Samir en zijn vriendin, die stukgelopen was, komt ook weer goed, mede dankzij aanmoedigingen van Winky.

## Rolverdeling
| Acteur              | Personage                |
| ------------------- | ------------------------ |
| Ebbie Tam           | Winky Wong               |
| Aaron Wan           | Vader Winky              |
| Hanyi Han           | Moeder Winky             |
| Naomi Sapoen        | Ling                     |
| Esmay Lee Ann       | Pasgeboren Ling          |
| Jan Decleir         | Oom Siem / Goedheiligman |
| Betty Schuurman     | Tante Cor                |
| Anneke Blok         | Juf Sigrid               |
| Eric van der Donk   | Oom Jacob                |
| Mamoun Elyounoussi  | Samir                    |
| Sallie Harmsen      | Sofie                    |
| Theo Schraven       | Vader Sofie              |
| Pim de Pimentel     | Bram                     |
| Nils Verkooijen     | Joris                    |
| Ezra Koldenhof      | Frederik                 |
| Albertine de Kanter | Moeder Frederik          |
| Marcel Musters      | Dokter                   |
| Harry van Rijthoven | Burgemeester             |
| Henry van Loon      | Hoofdpiet                |
| Anouk Slabbers      | Stand-in Winky           |

## Filmfestival van Caïro
Egypte kondigde aan de film te weren van het filmfestival van Caïro, uit protest tegen de toen nog niet bestaande film Fitna, maar die beslissing werd enkele dagen later teruggedraaid na stille diplomatie van het Ministerie van Buitenlandse Zaken.